# 티루아
티루아(스페인어: Tirúa)는 칠레 비오비오주 아라우코 현의 코무나이다.